# دیوید سسیل
دیوید سسیل (انگلیسی: David Cecil, 6th Marquess of Exeter; ۹ فوریهٔ ۱۹۰۵ – ۲۲ اکتبر ۱۹۸۱) سیاستمدار و ورزشکار دو و میدانی اهل بریتانیا بود.